# Charles Heerey
Charles Heerey (Clonkeiffy, 29 novembre 1890 – Onitsha, 6 febbraio 1967) è stato un arcivescovo cattolico e missionario irlandese in Nigeria, membro della Congregazione dello Spirito Santo.

## Biografia
Sesto dei nove figli di Bernard e Rose Anne Heerey, frequentò il seminario presso il Blackrock College e nel 1910 abbracciò la vita religiosa nella Congregazione dello Spirito Santo; fu ordinato prete il 24 settembre 1921. Inviato come missionario nel Calabar nel 1921, fu professore di filosofia nel St. Paul's Seminary di Igbariam.
Il 24 gennaio 1927 fu nominato vescovo titolare di Balanea e il 21 maggio 1931 succedette a Joseph Ignatius Shanahan, di cui era coadiutore, nel vicariato apostolico della Nigeria Meridionale. Curò la costruzione e lo sviluppo dei seminari di Enugu e Onitsha; aprì scuole e ospedali, tra cui il St. Charles Borromeo Hospital di Onitsha. Fondò le congregazioni indigene delle Suore del Cuore Immacolato di Maria, Madre di Cristo (1937), e dei Fratelli di San Pietro Claver (1946).
Il 18 aprile 1950, in seguito alla costituzione della gerarchia ecclesiastica in Nigeria, fu promosso arcivescovo metropolita di Onitsha. Nel 1961 fu eletto primo presidente della Catholic Bishops' Conference of Nigeria. Prese parte alla prima, alla seconda e alla quarta e ultima sessione del Concilio Vaticano II. Nel 1967 gli fu diagnosticato un tumore al colon e si spense poco dopo.

## Genealogia episcopale e successione apostolica
La genealogia episcopale è:
- Cardinale Scipione Rebiba
- Cardinale Giulio Antonio Santori
- Cardinale Girolamo Bernerio, O.P.
- Arcivescovo Galeazzo Sanvitale
- Cardinale Ludovico Ludovisi
- Cardinale Luigi Caetani
- Cardinale Ulderico Carpegna
- Cardinale Paluzzo Paluzzi Altieri degli Albertoni
- Papa Benedetto XIII
- Papa Benedetto XIV
- Papa Clemente XIII
- Cardinale Giovanni Carlo Boschi
- Cardinale Bartolomeo Pacca
- Papa Gregorio XVI
- Cardinale Castruccio Castracane degli Antelminelli
- Cardinale Paul Cullen
- Arcivescovo Thomas William Croke
- Vescovo Denis Kelly
- Vescovo Joseph Ignatius Shanahan, C.S.Sp.
- Arcivescovo Charles Heerey, C.S.Sp.

La successione apostolica è:
- Vescovo Thomas Hughes, S.M.A. (1957)
- Vescovo Joseph Brendan Whelan, C.S.Sp. (1961)
- Vescovo Anthony Gogo Nwedo, C.S.Sp. (1930)
- Cardinale Francis Arinze (1965)